# 龍姬混～日子
《龍姬混～日子》是Whirlpool在2020年10月30日發售的戀愛冒險類型成人遊戲，2020年12月18日發售Fan disc《龍姬混～日子 LOVE+PLUS》。後來發售續作《龍姬混～日子2》與《龍姬混～日子3》並發售繁體中文版。

## 故事
宮本武在某天意外撿到一隻幼龍，武將牠帶回家飼養並取名為小春。不久之後天空出現來自宇宙的龍族，由於對於人類行為感到失望而決定發動襲擊，此時小春突然變成少女並向龍族展開勸說。小春在成功勸退龍族之後，便回到武的住處開始兩人的同居生活。

## 角色
宮本武（Miyamoto Takeru）
本作的男主角。自家經營道場與父親同住的尼特族，本人十分貧窮，常常要去公園釣小龍蝦維生。
小春（Haru，聲優：飴川紫乃）
龍族的公主。由於受到武的照顧而主動幫忙勸退龍族。
一之瀨鈴夏（Ichinose Suzuka，聲優：桃山いおん）
武的青梅竹馬，隔壁和菓子店的獨生女。
多拉美（Dorami，聲優：小波すず）
龍族少女，龍珠教的創立者。
伊麗絲（Iris，聲優：月野きいろ）
第2作的女主角。海龍少女。
珊瑚（Sango）
第2作的女主角。鎧龍少女。
一之瀨秋乃（Ichinose Akino）
鈴夏的母親，和菓子店的老闆。

## 主題曲
遊戲的片頭曲「Try & Fly」是由擔任作詞、作曲，主唱則是。

## 評價
《龍姬混～日子》在日本美少女游戏与动画相关商品销售网站Getchu.com的2020年10月销量榜上排名第5名；全年排名第44名。

## 外部連結
- 龍姬混～日子官方網站 （页面存档备份，存于）（日語）
- 龍姬混～日子2官方網站 （页面存档备份，存于）（日語）
- 龍姬混～日子3官方網站 （页面存档备份，存于）（日語）